# 尖齒澤鱔
尖齒澤鱔，又稱尖齒勾吻鯙，為輻鰭魚綱鰻鱺目鯙亞目鯙科的其中一種，分布於東大西洋區，包括亞速群島、馬德拉群島、加那利群島、維德角群島、聖赫勒拿島等海域，棲息深度3-60公尺，體長可達120公分，為底棲性魚類，生活在礫石、岩石底質海域，屬肉食性，以甲殼類、魚類等為食，可作為食用魚。

## 擴展閱讀
維基物種上的相關：尖齒澤鱔